# (200302) 2000 CW78
(200302) 2000 CW78 es un asteroide perteneciente al cinturón de asteroides descubierto el 8 de febrero de 2000 por el equipo del Spacewatch desde el Observatorio Nacional de Kitt Peak, Arizona, Estados Unidos.

## Designación y nombre
Designado provisionalmente como 2000 CW78.

## Características orbitales
2000 CW78 está situado a una distancia media del Sol de 2,875 ua, pudiendo alejarse hasta 3,196 ua y acercarse hasta 2,553 ua. Su excentricidad es 0,111 y la inclinación orbital 4,368 grados. Emplea 1780,61 días en completar una órbita alrededor del Sol.

## Características físicas
La magnitud absoluta de 2000 CW78 es 15,7. 